# Smita Bansal
Smita Bansal là diễn viên truyền hình Bollywood kiêm người mẫu Ấn Độ. Cô được khán giả Việt biết đến với vai diễn Sumitra trong bộ phim Cô dâu 8 tuổi.